# 250 (nombre)
Cet article concerne le nombre 250. Pour l'année, voir 250.
250 (deux cent cinquante) est l'entier naturel qui suit 249 et qui précède 251.

## En mathématiques
deux cent cinquante est :

## Dans d'autres domaines
deux cent cinquante est aussi :
- Comme en argot Mandarin le terme 250 (二百五 pinyin èrbǎiwǔ) est une insulte signifiant "personne stupide" ou "simplet". L'expression est basée sur bàndiàozi (半弔子 or 半吊子). Dans la Chine ancienne, les pièces en cuivre étaient groupées en les ficelant ensemble à travers des trous carrés dans leur centre; originellement 1000 était une unité de monnaie appelée un diao. Ban diao zi littéralement signifie une moitié de diao (500 pièces), qui est un terme d'argot faisant référence à une personne qui n'est pas compétente ou de capacités mentales. Puisque les disciples chinois modestes peuvent s'appeler eux-mêmes ban diao zi pour déprécier humblement leur propre expertise, ban diao zi n'est pas nécessairement un terme péjoratif. D'un autre côté, Er bai wu (250) est la moitié d'un ban diao zi et c'est une insulte.
- Le code d'état SMTP pour une action de courrier réalisée.
- Années historiques : -250, 250